# Gottfrid Renholm

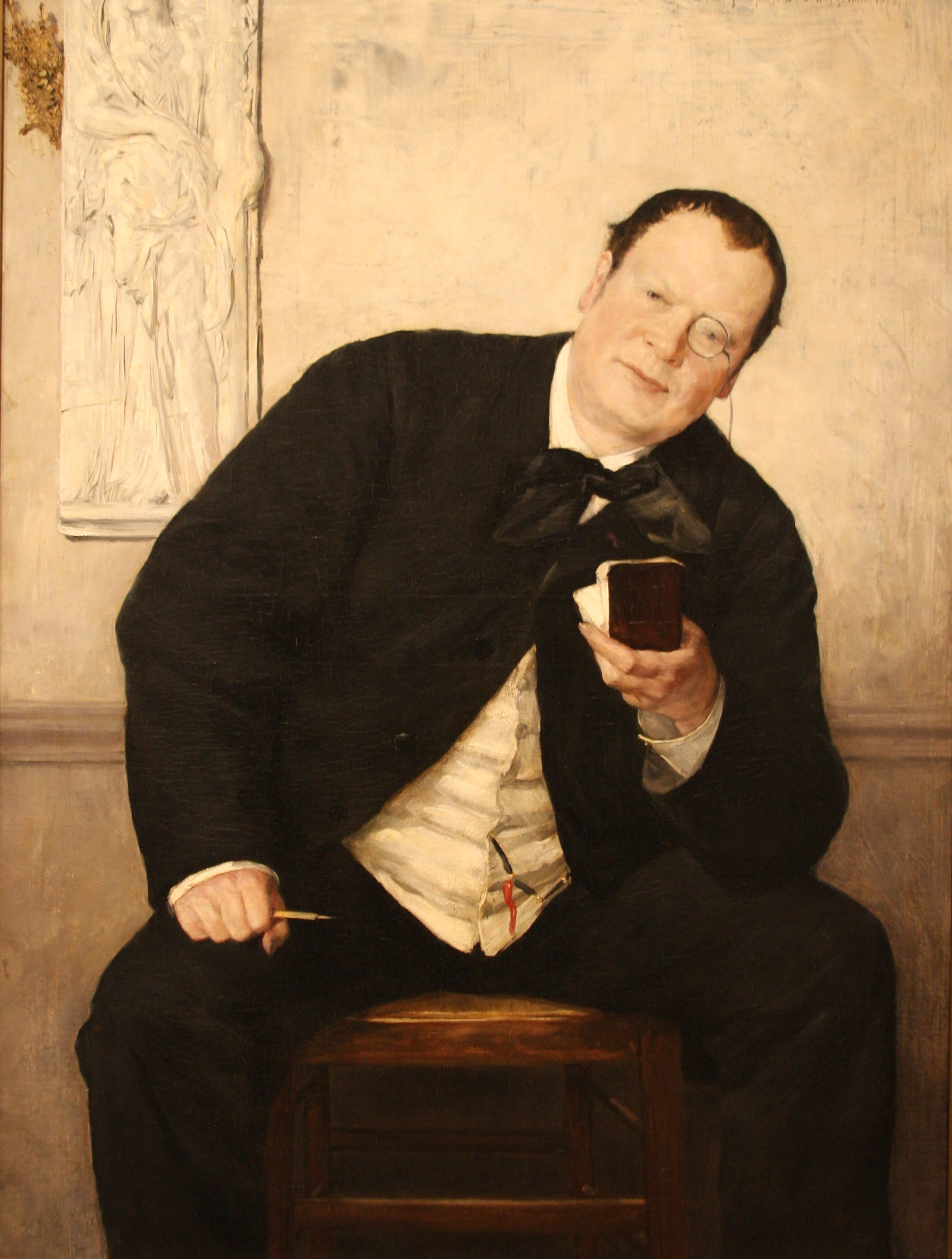
Gottfrid ”Godfrey” Renholm porträtterad av Ernst Josephson 1880. Nationalmuseum.

Johan Gottfrid Renholm, född 13 juli 1834 i Örebro, död 20 december 1908 i Stockholm, var en svensk journalist.
Gottfrid Renholm var son till garverifabrikören Johan Renholm. Efter att ha genomgått Örebro allmänna läroverk 1842–1851, avlade han kansliexamen i Uppsala 1855 och blev samma år extraordinarie kanslist i Finansdepartementet och Krigskollegium samt extraordinarie amanuens i Riksarkivet. 1857–1859 var ha tjänsteman i Svenska försäkringsaktiebolaget Skandia, varefter han 1859 övergick till journalistbanan. Efter att ha varit medarbetare bland annat i Snäll-Posten i Malmö 1864–1865 var han 1866–1894 knuten till Nya Dagligt Allehanda, därav 1870–1890 som tidningens pariskorrespondent. Samtidigt medarbetade han även i andra svenska  och utländska tidningar, bland annat Göteborgs-Posten, där han varje vecka skrev under rubriken Från finansvärlden. Renholms stil hade franska förebilder och utmärkte sig för spiritualitet och elegans. Han knöt gott om kontakter och gjorde sig under fransk-tyska kriget känd som en väl informerad rapportör. Renholm var 1889–1890 vicepresident i det av Victor Hugo instiftade litteratursällskapet Association littéraire et artistique internationale. Återvänd till Sverige utgav han 1891–1892 tidningen Veckan och 1893–1895 den billiga folktidningen Stockholms Nyheter. Därefter verkade han som fri journalist, medarbetade i olika stockholmstidningar, bland annat  Vårt Land, samt författade korrespondenser till konservativa landsortstidningar. 1891–1893 var han ordförande i Tidningsmannaföreningen. Renholm utgav anonymt broschyrerna Bref från riksdagen af en orepresenterad (1867) och Riksdagen 1868 (1868), där han politiskt anslöt sig till Arvid Posse. Han var en av stiftarna av den 1893 grundade högerorganisationen Fosterländska förbundet och var dess förste sekreterare. Under sin tid i Paris konverterade han till katolicismen. Under en tid stod han i kontakt med Henning Hamilton, och skall enligt egna uppgifter fått information i förtroende. Renholm utgav bland annat även Sedt och hördt. Ur gamla minnen (1901).